# Аскарі Мохаммадьян
Аскарі Мохаммадьян (перс. عسکری محمديان; нар. 2 березня 1963, Сарі, остан Мазендеран) — іранський борець вільного стилю, срібний призер чемпіонату світу, срібний призер та чемпіон Азії, срібний призер та чемпіон Азійських ігор, дворазовий срібний призер Олімпійських ігор.

## Родина
Його син Мохаммад Хусейн Мохаммадьян — бронзовий призер чемпіонату світу, чемпіон Азії, володар Кубку світу.

## Виступи на Олімпіадах
| Змагання                    | Збірна | Вагова категорія | Місце  |
| --------------------------- | ------ | ---------------- | ------ |
| Літні Олімпійські ігри 1988 | Іран   | 57 кг            | Срібло |
| Літні Олімпійські ігри 1992 | Іран   | 62 кг            | Срібло |

Літні Олімпійські ігри 1988 року в Сеулі, стали для Ірану першими після 12-річної перерви. На них Аскарі Мохаммадьян здобув для своєї країни єдину нагороду. Він здобув срібну медаль, поступившись у фіналі радянському борцеві з Києва Сергію Бєлоглазову. Через чотири роки в Барселоні він повторив це досягнення, поступившись у фіналі американцеві Джону Сміту.

## Виступи на Чемпіонатах світу
| Змагання                        | Збірна | Вагова категорія | Місце  |
| ------------------------------- | ------ | ---------------- | ------ |
| Чемпіонат світу з боротьби 1989 | Іран   | 57 кг            | Срібло |

На чемпіонаті світу 1989 року в Мартіньї (Швейцарія) став віце-чемпіоном, поступившись у фіналі Кім Юн Сіку з Південної Кореї.

## Виступи на Чемпіонатах Азії
| Змагання                       | Збірна | Вагова категорія | Місце  |
| ------------------------------ | ------ | ---------------- | ------ |
| Чемпіонат Азії з боротьби 1983 | Іран   | 57 кг            | Золото |
| Чемпіонат Азії з боротьби 1989 | Іран   | 57 кг            | Срібло |

## Виступи на Азійських іграх
| Змагання           | Збірна | Вагова категорія | Місце  |
| ------------------ | ------ | ---------------- | ------ |
| Азійські ігри 1982 | Іран   | 57 кг            | Срібло |
| Азійські ігри 1986 | Іран   | 57 кг            | Золото |